# Four Frightened People
Pour plus de détails, voir Fiche technique et Distribution.
Four Frightened People est un film d'aventures américain en noir et blanc réalisé par Cecil B. DeMille, sorti en 1934. 
Le film a été un échec commercial et n'a pas été distribué en France.

## Synopsis
Quatre passagers quittent un bateau frappé par la peste et touchent terre en Malaisie. Ce sont : Stewart Corder, un journaliste à succès (William Gargan) ; Mme Mardick, une militante du contrôle des naissances (Mary Boland) ; Arnold Ainger, un chimiste en caoutchouc (Herbert Marshall) et Judy Jones, une vieille fille professeur de géographie (Claudette Colbert). Pour rejoindre la civilisation, ils doivent traverser la jungle, guidés par Montague, un indigène qui se prend pour un blanc (Leo Carrillo). Mais ils ne tardent pas à se perdre. Dans ces circonstances périlleuses, chacune de ces quatre personnes effrayées révèle son véritable caractère.

## Fiche technique
- Titre original : Four Frightened People
- Réalisation : Cecil B. DeMille
- Scénario : Lenore J. Coffee et Bartlett Cormack (en), d'après le roman du même nom d'E. Arnot Robertson (en) (1931)
- Musique : Karl Hajos, John Leipold, Milan Roder et Heinz Roemheld
- Photographie : Karl Struss
- Montage : Anne Bauchens
- Lieu de tournage : en partie à Hawaï (à Mauna Loa et Mauna Kea)
- Société de distribution : Paramount Pictures
- Pays de production :  États-Unis
- Langue originale : anglais américain
- Format : noir et blanc — 35 mm — 1,37:1 — son : mono (Western Electric Noiseless Recording)
- Genre : aventures
- Durée : 95 minutes (78 minutes pour la seconde sortie, en 1935)
- Dates de sortie : 
  - États-Unis : 24 janvier 1934
  - Finlande : 13 mai 1934
  - Danemark : 10 octobre 1934

## Distribution
- Claudette Colbert : Judy Jones
- Herbert Marshall : Arnold Ainger
- Mary Boland : Mme Mardick
- William Gargan : Stewart Corder
- Chris-Pin Martin : batelier indigène
- Leo Carrillo : Montague
- Tetsu Komai : chef des indigènes (premier groupe)
- Joe De La Cruz : un indigène
- Minoru Nishida : un indigène
- Teru Shimada : un indigène
- E.R. Jinedas : un indigène
- Delmar Costello : un Sakaï (aborigène)
- Nella Walker : Mme Ainger
- Ethel Griffies : mère de Mme Ainger